# رقمة نجمية
الرقمة النجمية (باللاتينية: Erodium stellatum) نوع نباتي يتبع جنس الرقمة من الفصيلة الغرنوقية.

## الموئل والانتشار
موطنها بلاد الشام ومصر والمغرب العربي وقبرص وأذربيجان.

## مرادفات للاسم العلمي
- (باللاتينية: Erodium ambiguum Pomel)
- (باللاتينية: Erodium deserti (Eig) Eig)
- (باللاتينية: Erodium touchyanum Delile)
- (باللاتينية:  Erodium cicutarium subsp. bicolor Murb.)
- (باللاتينية:   							                                                          							 								                             	Erodium moschatum subsp. deserti Eig)